# Gypona luteolinea
Gypona luteolinea är en insektsart som beskrevs av Delong 1982. Gypona luteolinea ingår i släktet Gypona och familjen dvärgstritar. Inga underarter finns listade i Catalogue of Life.